# The Reigate Puzzle
The Adventure of the Reigate Squire ou The Adventure of the Reigate Puzzle (Os Senhores de Reigate ou O Enigma de Reigate) é um conto de Sir Arthur Conan Doyle, protagonizado por Sherlock  Holmes e Dr. Watson, publicado pela primeira vez na Strand Magazine em junho de 1893 com 7 ilustrações de Sidney Paget.

## Enredo
Após trabalhar arduamente em um caso de importância internacional, Sherlock Holmes acaba ficando enfermo e é mandado a Lyon na França para que se restabeleça, mas os mistérios parecem perseguir o famoso detetive, e na calma zona rural de Reigate, no Surrey, onde Holmes deveria descansar, acontecem estranhos crimes: primeiro a casa do velho Acton,
um dos magnatas do condado, é arrombada e alguns objetos sem relação aparente (dois livros, dois castiçais prateados, um peso de papéis de marfim, um pequeno barômetro de carvalho e um rolo de barbante) são furtados da biblioteca. Depois a casa da família Cunningham é assaltada aparentemente pelos mesmo bandidos que assaltaram Acton, e seu cocheiro é assassinado. Um detalhe: existe um conflito entre as duas famílias pela posse de terras. O detetive surpreende a todos, mostrando que nem mesmo o cansaço e a enfermidade lhe tiram a energia para solucionar um bom mistério, solução que envolve a análise grafológica de um bilhete do qual um fragmento tinha sido encontrado na mão do cocheiro assassinado.